# Уязд (гміна Каменець)
Уязд (пол. Ujazd) — село в Польщі, у гміні Каменець Ґродзиського повіту Великопольського воєводства.
Населення — 260 осіб (2011).
У 1975-1998 роках село належало до Познанського воєводства.

## Демографія
Демографічна структура станом на 31 березня 2011 року:
|          | Загалом | Допрацездатний вік | Працездатний вік | Постпрацездатний вік |
| -------- | ------- | ------------------ | ---------------- | -------------------- |
| Чоловіки | 131     | 33                 | 85               | 13                   |
| Жінки    | 129     | 29                 | 86               | 14                   |
| Разом    | 260     | 62                 | 171              | 27                   |